# 塚の鳴古墳
塚の鳴古墳（つかのなるこふん）は、京都府京丹後市久美浜町甲山にある古墳。史跡指定はされていない。

## 概要
京都府北部、川上谷川河口の北東、内海（蓮池として痕跡）に面した低丘陵上に築造された単独墳である。これまでに墳丘は失われて石室も半壊しているほか、発掘調査は実施されていない。
埋葬施設は両袖式の横穴式石室であり、久美浜町内では有数の規模の石室になる。石室内に祀られる石像の銘から、17世紀後半にはすでに開口したとされる。副葬品等の詳細は明らかでない。築造時期は古墳時代後期の6世紀代と推定される。周辺は古墳が希薄な地域であるが、そのような地域にあって大型石室が構築された点で貴重であり、被葬者としては内海（蓮池）を基盤とした有力者像が想定される。

## 埋葬施設

石室俯瞰図

石室展開図

埋葬施設としては両袖式横穴式石室が構築されている。石室の規模は次の通り。
- 玄室：長さ4.8-5.1メートル、幅2.5-2.7メートル、高さ2.8メートル
- 羨道：幅1.3-1.9メートル

玄室内には、元禄3年（1690年）銘の石造聖観世音菩薩像のほか、地蔵尊・大師像が祀られる。

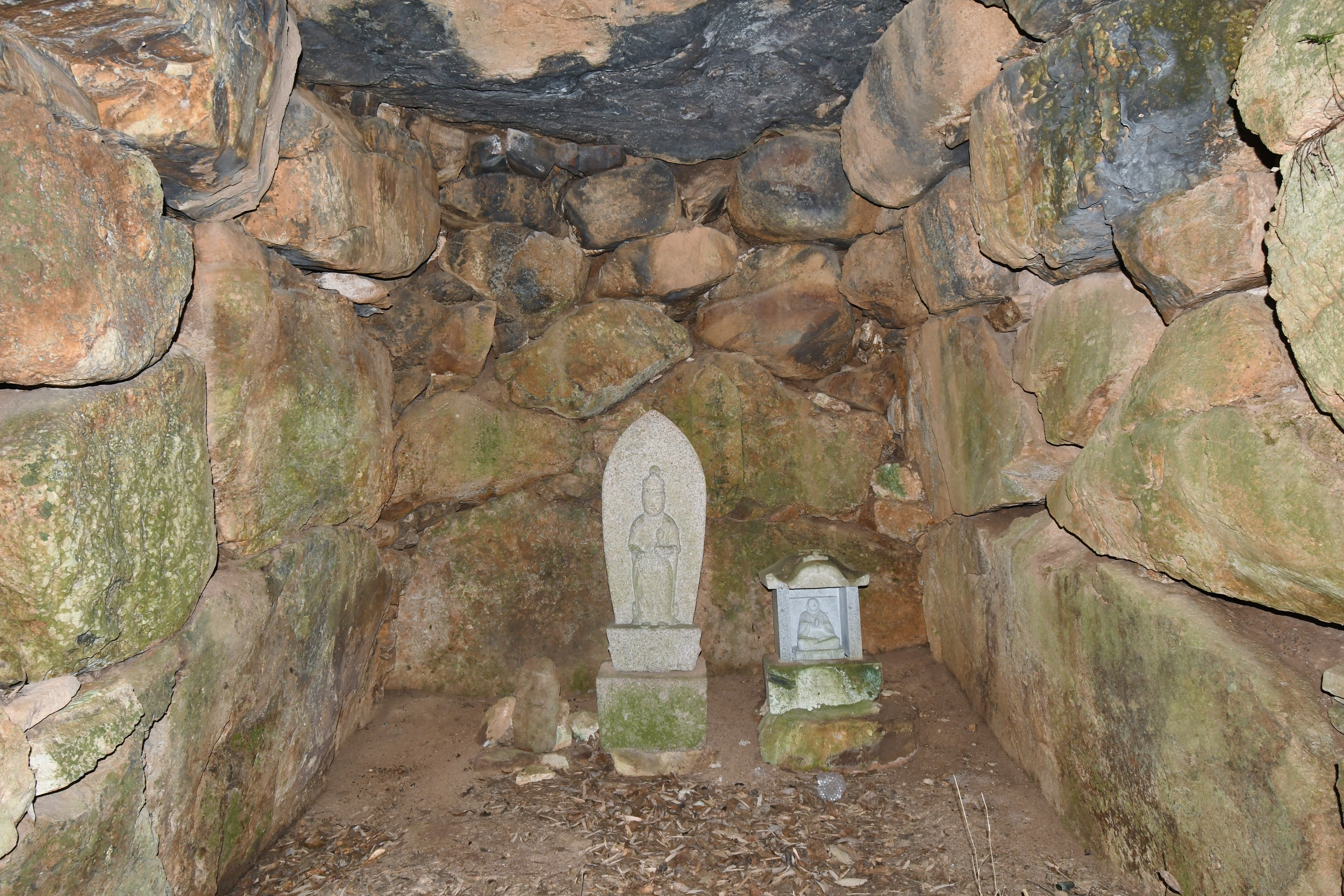
玄室（奥壁方向）
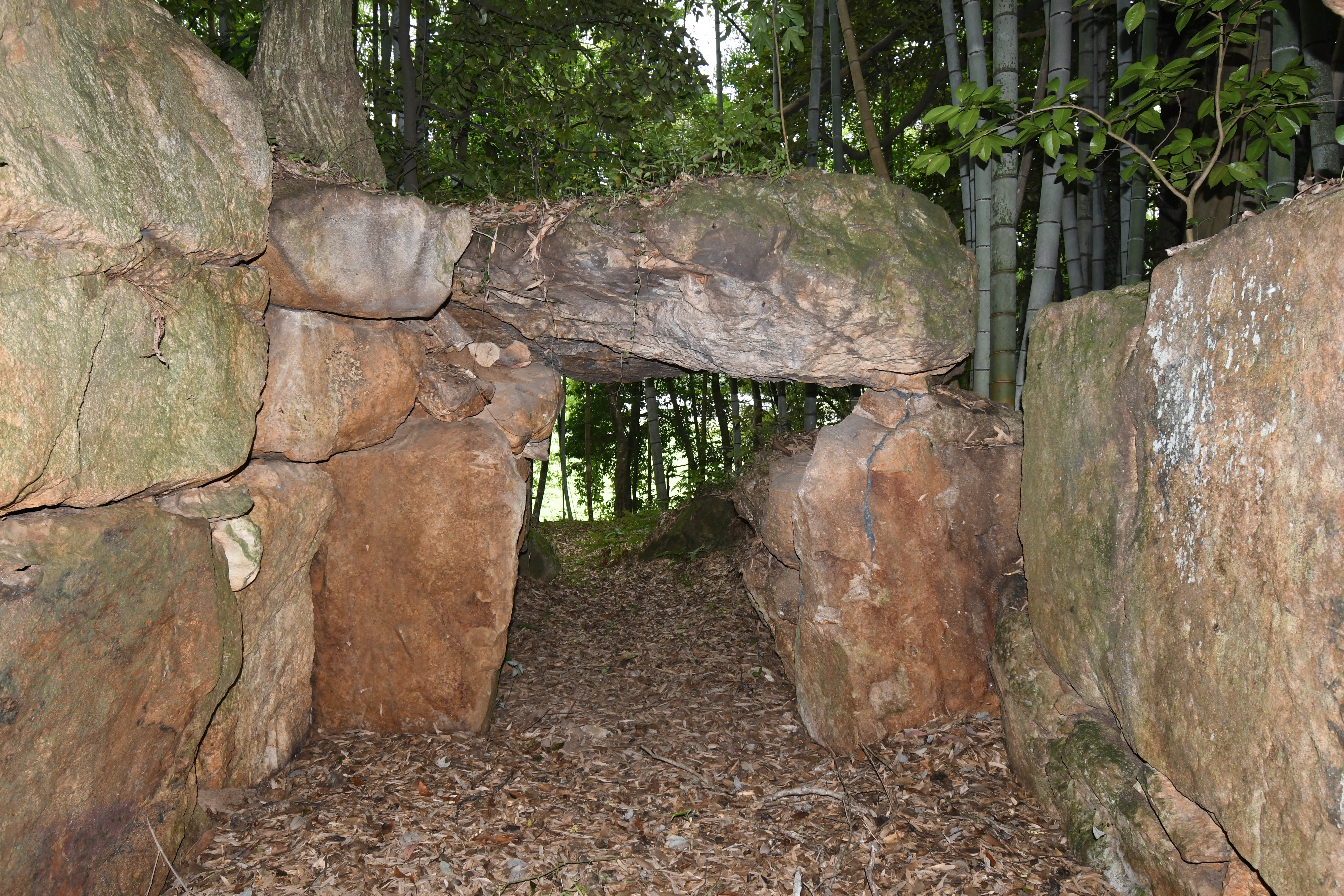
玄室（開口部方向）
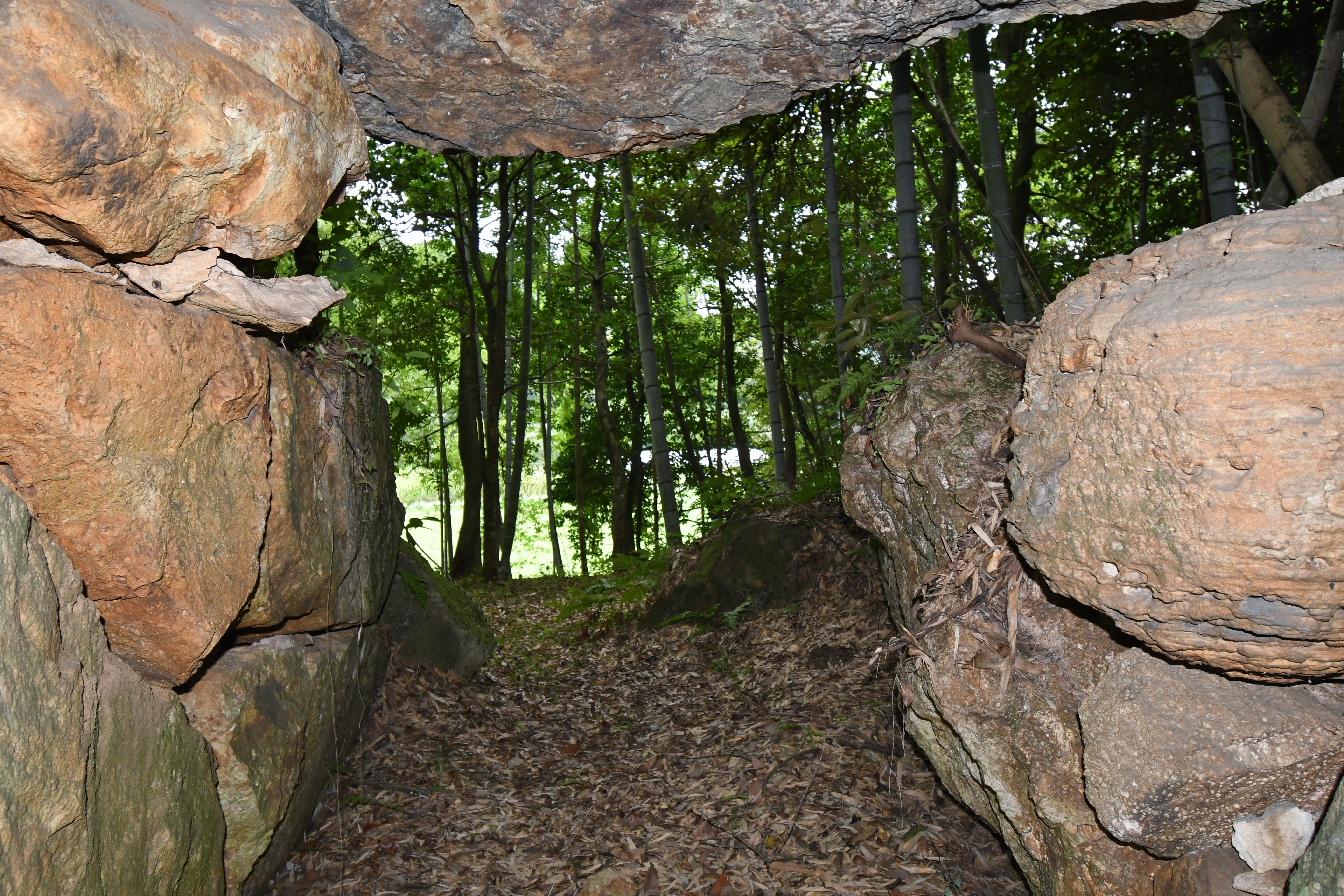
羨道（開口部方向）
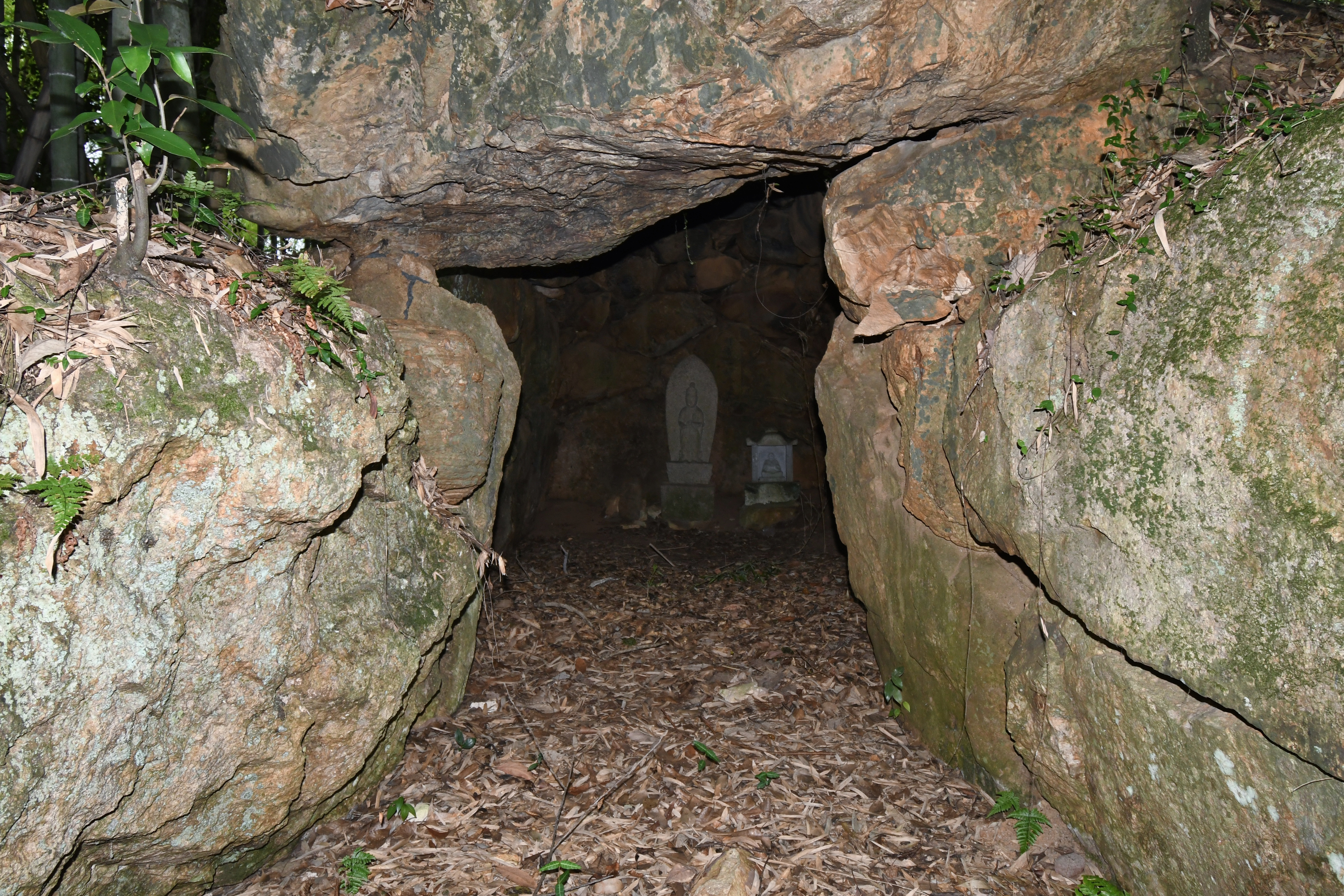
羨道（玄室方向）